# Playa Calnegre (Lorca)

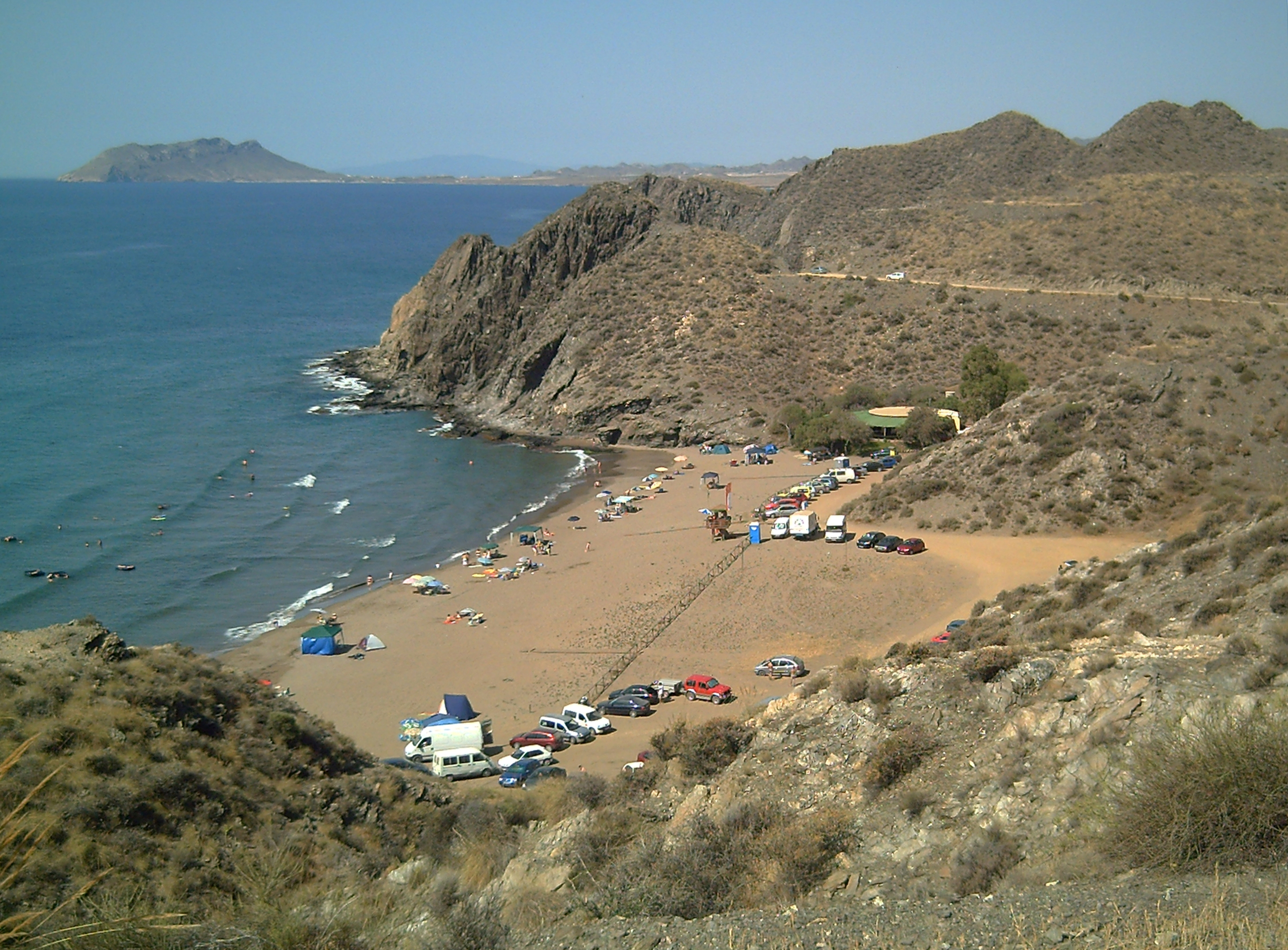
Vista general de la cala.

La Playa Calnegre es una cala situada en la pedanía de Ramonete, perteneciente al municipio de Lorca (Murcia) España. Se compone de arena fina y tiene una ocupación moderada. Se encuentra ubicada en el paraje protegido Cabo Cope y Puntas de Calnegre y cerca del pueblo lorquino de Puntas de Calnegre.
La cala cuenta con un bar y servicio de socorrista. Desde 2017 está catalogada con bandera azul.